# الإدراك (فلم 2019)
الإدراك (بالإنجليزية: The Perception) فيلم غموض واثارة أمريكي للمخرج وكاتب السيناريو جنسن نوين Jensen Noen، مساعد في كتابة السيناريو إليزابيث إتش فو (كاتبة القصة). البطولة للنجوم جون إدوين رايت وساندي جاردينر ونيك بيتمان.
الفيلم يروى قصة كاتب يعيش في منزل كان موقع جريمة قتل أو انتحار، ويبدأ في الشك في أن زوجته تخونه، فإنه يبدأ سلسلة من الأحداث التي تؤدي إلى حدوث المزيد من الوفيات في منزله. صدر الفيلم في 10 مايو 2019.

## طاقم التمثيل
- جون إدوين رايت: في دور ريتشارد
- ساندي جاردينر: في دور هالي
- نيك بيتمان: في دور مات سوندرز
- إريك روبرتس: في دور نيك شو
- بارون بودنار: في دور رون
- هاري تايلور: في دور مسعف
- ميكائيل دي سينو: في دور حبيب
- فيكي إلك: في دور تراسي
- سورين ماكفاي: في دور مديرة مساعدة المدمنيين
- بول تي موراي: في دور بائع الخمور
- لاري إرفين: في دور رجل
- إلينا غينو: في دور امرأة خائنة
- أليخاندرو كوي: في دور زوج[3]

## ملخص أحداث الفيلم
الشخصية الرئيسية في الفيلم هي ريتشارد (جون إدوين رايت)، وهو مؤلف يعيش في منزل به ماض مظلم، عندما عاد المالك السابق إلى المنزل ليجد زوجته في الفراش مع رجل آخر، ويقتلهم وينتحر في حوض الاستحمام مع محمصة الخبز. يبدأ ريتشارد في التوتر، ويخشى أن تكون زوجته هالي (ساندي جاردينر) على علاقة غرامية، والطريقة التي يختارها للتعامل مع هذا الشك تقوده إلى طريق يؤدي إلى حدوث المزيد من الموت الدموي في منزله.
من خلال القفز ذهابًا وإيابًا في الجدول الزمني، نشاهد لمحات عن تداعيات تصرفات ريتشارد.
يصارع ريتشارد الشعور بالذنب والبارانويا بشأن ما حدث، وتصبح الأمور غريبة تمامًا وهو يفقد عقله.

## استقبال الفيلم
كتبت كودي هامان على موقع «الحياة بين الإطارات life between frames»: «كنت مقاومة للاختيارات الأسلوبية التي اتخذها المخرج نوين، لكن فيلمه غلبني بالكامل في النهاية. إذا كنت في حالة مزاجية لمشاهدة فيلم تشويق صغير، فان فيلم» الإدراك«يقدم لك بقصته عن جنون العظمة والخيانة الزوجية والقتل، ما تريد».
كتب موقع «الأفلام والجنون movies and mania»: «تميل الكثير من الأفلام التي تبقي الأشياء التي يكتنفها الغموض إلى إسقاط الكرة في النهاية، لكنني استمتعت بمتابعة التقلبات والانعطافات التي ألقى بها نوين أثناء إنهاء فيلمه. بمجرد تقديم الإجابات وكان من الواضح ما الذي يحدث بالضبط، تقديري كبير للفيلم بأكمله».

## وصلات خارجية
- الإدراك (فيلم 2019)
- الإدراك (فيلم 2019)